# Дуарте (провінція)
Дуарте (ісп. Duarte) - провінція в Домініканській Республіці.

## Географія
Провінція Дуарте знаходиться в північно-східній частині країни. На півночі від неї розташовані провінції Марія-Тринідад-Санчес, Еспаят та Самана, на південь - Монте-Плата і Санчес-Рамірес, на заході - Ерманас-Мірабаль і Ла-Вега. Адміністративний центр провінції - Сан-Франсиско-де-Макорис.
Площа провінції становить 1 605 км². Чисельність її населення - 384 789 осіб (на 2012 рік). Щільність населення - 239,74 чол./км².

## Історія
У 1896 році був утворений округ Пасифікадор (Distrito Pacificador), перетворений в провінцію згідно з конституцією 1907 році. У 1925 вона була перейменована на честь Пабло Дуарте, національного героя та засновника Домініканської Республіки.

## Населення
Серед важливих населених пунктів провінції слід назвати:
- Сан-Франсиско-де-Макорис
- Ареносо
- Кастільйо
- Лас-Гуаранас
- Піментель
- Вілья-Ріва
- Хостос

## Адміністративний поділ
Провінція поділяється на 7 муніципій і 11 муніципальних округів.
| № | муніципій                                           | Населення, чол. (2012) |
| - | --------------------------------------------------- | ---------------------- |
| 1 | Ареносо (Arenoso)                                   | 17 589                 |
| 2 | Кастільйо (Castillo)                                | 20 258                 |
| 3 | Еухеніо Марія-де-Остос (Eugenio María de Hostos)    | 14 598                 |
| 4 | Лас-Гуаранас (Las Guáranas)                         | 19 969                 |
| 5 | Піментель (Pimentel)                                | 35 989                 |
| 6 | Сан-Франсиско-де-Макорис (San Francisco de Macorís) | 245 397                |
| 7 | Вілья-Ріва (Villa Riva)                             | 30 989                 |
|   | Всього                                              | 384 789                |